# 原子力協会
原子力協会（げんしりょくきょうかい、Nuclear Institute）はイギリスにおける原子力専門家および原子力産業を代表する専門職能団体。
原子力協会は、協会のメンバーおよび公衆に原子力に関する知識の普及を図り、原子力技術や科学者を含む原子力関連のセクターで働く人々に対し専門性認定のためのルートを提供する、産業から独立した非営利団体である。原子力システムの設計、建造、運用、廃止措置および廃棄物管理に必要とされる原子力技能のための教育イニシアチブを同協会は支援し、奨励している。隔月誌『原子力の未来（Nuclear Future）』を刊行するほか、全英で定期的な会合を催し、多数の夕刻からの会合は公衆に無料で開放されている。

## 歴史
原子力協会は2009年1月1日、学会であるイギリス原子力協会（British Nuclear Energy Society, BNES）と職能団体である原子力技術者協会（Institution of Nuclear Engineers, INucE）を併合して設立された。イギリス原子力協会は1962年創設され、おおよそ1400名の会員を擁した。1996年には「若い世代のためのネットワーク」（en:Young Generation Network）を創設した。原子力技術者協会は1959年の創設で、イギリス技術評議会（en:Engineering Council UK）の指定団体だった。両者とも同じ場所に所在しており、併合は2008年4月23日に合意された。
2010年、原子力協会はイギリス科学評議会（Science Council）のメンバーとなった。これにより、原子力協会はメンバーに認定科学者（en:Chartered Scientist）の地位を与える認可を得た。